# 이병찬 (가수)
이병찬(1998년 1월 8일 ~ )은 대한민국의 前  역도 선수이자 가수, 뮤지컬 배우이다.

## 개요
경기도 포천에서 3남 중 둘째로 태어났으며 중학교 1학년 때부터 역기를 들기 시작했다고 한다. 집안 형편이 좋지 않았기에 올림픽에 나가야겠다는 한 가지 목표를 가지고 열심히 훈련했다고 한다. 역도를 시작한지 얼마 안 되어 경기도 학생체육대회 3관왕을 했으며, 역도 주니어 대표선수 발탁, 도민체전 3관왕 등 역도 기대주로 성장하게 되었다.
하지만 부상으로 인해 두 번에 걸쳐 무릎 수술을 받게 되었고, 더 이상 역도를 하기 힘들어지면서 시련을 겪게 되었다. 역도선수로서 올림픽이라는 궁극적인 목표를 가지고 오랜 시간 꿈을 이루기 위해 노력해왔었기 때문에 역도를 그만두는 것이 크게 힘들었고, 절망적이었다고 한다. 그러던 중 음악을 시작하게 되었고, 음악이 운동의 빈자리를 채워줬다고 한다.
그 후 음악학원을 다닌 지 몇 개월 지나지 않아 우연히 《내일은 국민가수》 오디션 프로그램 광고를 보고 경연에 참가해 2021년 10월 14일에 방영된 마스터 오디션을 시작으로 본선 1차, 본선 2차, 본선 3차, 준결승, 결승 라운드를 거치며 최종 5위를 기록했다.
2022년 6월 8일 데뷔 싱글 'I Dream'을 발매한 후 꾸준히 노래를 발표하며 가수로서 활발한 음악 활동을 이어가고 있으며, 2022년 11월 15일 뮤지컬 《드라큘라》 '디미트루'역으로 데뷔한 후 뮤지컬 배우로서도 작품 활동을 이어가고 있다.

## 음반

### EP
- [2023.04.14] 공명 (Hertz)
  - 돌아가자 (Moment) (title)
  - Push N' Pull
  - 다 좋아 (All Good)
  - Gift
  - Detroit
- [2024.03.10] My Cosmos
  - 빛의 정원 (The Garden of Light)
  - 우리의 밤이 끝나지 않았으면 해 (Everlasting Night)
  - 잊음 (Forgetfulness)
  - 식사 (The Meal) (title)
  - 철부지 (Childlike)
  - 못 보니까 (CD Only)
- [2024.11.16] ENCHANT
  - 표현 (Expression)
  - 사랑이란 마법을 걸어 (Love Spell) (title)
  - 사랑이 너와 나에게 (Love is the answer)
  - 전부였잖아 (You were everything)
  - 어른이 되려나 봐 (Grow up)

### 디지털 싱글
- [2022.06.08] I Dream
- [2022.10.14] 너의 아카이브 (Archive)
- [2022.12.27] Gift
- [2023.02.17] 눈사람 (Snowman)
- [2024.02.12] 우리의 밤이 끝나지 않았으면 해 (Everlasting Night)
- [2024.05.07] 내 마음에 새겨진 이름 (Your Name Engraved Herein)
- [2024.10.19] 표현 (Expression)
- [2025.03.30] 데리러 갈게 2025 (I'll Pick You Up)

### 참여 음반
- [2022.02.13] 국가단 Valentine's Day Special (디지털 싱글)
  - 그대를 사랑하는 10가지 이유
- [2022.03.02] 국가단 Special Gift (디지털 싱글)
  - 언제쯤...
- [2022.08.27] KBS2 Listen Up Episode.5 (디지털 EP)
  - Fallin'
- [2025.06.13] 노무사 노무진 OST Part.3 (디지털 싱글)
  - 새봄

## 활동

### 공연 / 행사
- [2022.02.23] 《제72회 삿포로 눈축제》 - 온택트 공연
- [2022.03.19] 《내일은 국민가수 콘서트》 - 부산 벡스코
- [2022.03.26] 《내일은 국민가수 콘서트》 - 광주 김대중컨벤션센터
- [2022.04.02 - 2022.04.03] 《내일은 국민가수 콘서트》 - 서울 잠실실내체육관
- [2022.04.23] 《내일은 국민가수 콘서트》 - 고양 킨텍스
- [2022.05.07] 《내일은 국민가수 콘서트》 - 대구 엑스코
- [2022.05.15] 《내일은 국민가수 콘서트》 - 창원 컨벤션센터
- [2022.05.28] 《내일은 국민가수 콘서트》 - 전주 한국소리문화의전당 야외공연장
- [2022.06.10] 《'I Dream' 발매기념 버스킹》 - 서울 여의도 한강공원
- [2022.06.12] 《청춘페스티벌》 - 서울 올림픽공원 88잔디마당
- [2022.06.18] 《내일은 국민가수 콘서트》 - 강릉 강원 세바스티아노 스포츠센터
- [2022.06.26] 《'I Dream' 발매기념 팬사인회》 - 서울
- [2022.07.16 - 2022.07.17] 《내일은 국민가수 앵콜 콘서트》 - 서울 SK핸드볼경기장
- [2022.07.23] 《분천 한여름 산타마을 축제》 - 경북 분천역
- [2022.08.21] 《내일은 국민가수 전국투어 포토북 발매 팬사인회》 - 서울
- [2022.09.03] 《복사골 청소년 예술제》 - 부천시청 잔디광장
- [2022.09.23] 《제4회 아라가야 뮤직 페스티벌》 - 함주공원 잔디구장
- [2022.10.08] 《제20회 포천시민의 날 축제》 - 포천종합운동장
- [2022.10.09] 《'1st NORANG DAY - Navillera' 팬미팅 》 - 서울 한성대 낙산관
- [2022.10.15] 《e-모빌리티 엑스포 공개방송》 - 영광스포티움
- [2022.10.22] 《2022 세계풍기인삼축제 슈퍼콘서트》 - 영주 세계풍기인삼엑스포 주무대
- [2022.10.29] 《제45회 심훈상록문화제 개막식 공연》 - 당진시청 대강당
- [2023.04.15 - 2023.04.16] 《'공명, 211014' 콘서트》 - 서울 연세대 백주년기념관
- [2022.04.30] 《'공명' 발매기념 팬사인회》 - 서울 CTS 아트홀
- [2023.06.18] 《메가필드 뮤직페스티벌》 - 서울 난지 한강공원
- [2023.06.24] 《포천 더 큰 콘서트》 - 포천종합운동장
- [2023.09.02] 《청춘썸머나잇 페스티벌》 - 서울 어린이대공원 숲속무대
- [2023.10.09] 《'봐, 올해도 우린 함께야' 버스킹》 - 서울 신촌 스타광장
- [2023.12.31] 《'내일은 국민가수, 오늘은 계묘결산' 콘서트》 - 서울 광운대학교 동해문화예술관 대극장
- [2024.01.21] 《'Yellow Re:born' 팬미팅》 - 서울 구름아래 소극장
- [2024.03.08 - 2024.03.10, 2024.03.15 - 2024.03.17] 《'My Cosmos' 콘서트》 - 서울 구름아래 소극장
- [2024.03.23/03.24/04.07] 《'My Cosmos' 발매기념 팬사인회》 - 서울
- [2024.05.31 - 2024.06.02] 《'내 마음에 새겨진 이름' 콘서트》 (with 이민혁) - 서울 일지아트홀
- [2024.07.06] 《청춘썸머나잇 페스티벌》 - 고양 킨텍스
- [2024.08.08 - 2024.08.11, 2024.08.15 - 2024.08.18, 2024.08.21 - 2024.08.24] 《'한여름밤, 그리고' 콘서트》 - 서울 벨로주 홍대
- [2024.09.01] 《'한여름밤, 그리고' 버스킹》 - 신촌 명물쉼터
- [2024.09.07] 《포천 한탄강 가든 페스타》 - 포천 한탄강 생태경관단지
- [2024.10.13] 《포천 시민의 날 문화공연》 - 포천종합운동장
- [2024.11.01 - 2024.1.03, 2024.11.08 - 2024.11.10] 《'ENCHANT' 콘서트》 - 서울 구름아래 소극장
- [2024.11.23/11.24/11.30/12.01/12.07/12.08/12.15] 《'ENCHANT' 발매기념 팬사인회》 - 서울
- [2024.12.24 - 2024.12.25] 《'will be a Happy Christmas' 콘서트》 (with 김동현)  - 서울 구름아래 소극장
- [2025.02.14] 《'Valentine ' 콘서트》 - 서울 롤링홀
  - 'Valentine Concert Behind ( V-hind )'
  - Live Clip 'Valentine' (미발매 자작곡)
  - '사랑이란 마법을 걸어' + '다 좋아'
- [2025.03.28 - 2025.03.30] 《'Valentine 2' 앙코르 콘서트》 - 서울 일지아트홀
- [2025.05.04] 《유스웨더나잇 페스티벌》 - 서울 문화 비축기지
- [2025.07.17] 《코앞이지 버스킹》 - 서울 스타필드 코엑스몰 라이브 플라자

### 뮤지컬
- [2022.11.15 - 2023.01.15] 《드라큘라》 디미트루 역 - 서울 올림픽공원 우리금융아트홀
- [2023.02.10 - 2023.02.12] 《드라큘라》 디미트루 역 - 부산 소향씨어터 신한카드홀
- [2023.02.17 - 2023.02.19] 《드라큘라》 디미트루 역 - 대구 계명대학교 계명아트센터
- [2023.05.16 - 2023.07.16] 《할란카운티》 다니엘 역 - 서울 한전아트센터
- [2025.08.20 - 2025.11.09] 《해피 오! 해피》 프란치스코 역 - 서울 더굿씨어터

### 디지털 콘텐츠
- [2021.12.13] NOW. 《내일은 국민가수 TOP10 LIVE SHOW!》
- [2021.12.19] YouTube 《내일은 국민가수 TOP7 라이브 방송》
- [2021.12.22] NOW. 《내일은 국민가수 TOP7 스페셜 라이브》
- [2022.01.07] X 《내일은 국민가수 TOP10 Blueroom LIVE》
- [2022.02.03] NOW. 《응수C네》
- [2022.02.03] NOW. 《적재의 야간작업실》
- [2022.03.11 - 2022.04.01] NOW. 《국가대표》
- [2022.04.22 - 2022,04.29] YouTube 《범수의 세계 - 인생찻집 S2》 Part.1 Part.2
- [2022.05.06] NOW. 《god의 점심어택》
- [2022.05.12] YouTube 《올댓스타》
- [2022.06.14] VIBE 《국민가수 파티룸》
- [2022.06.24] NOW. 《비투비 현식의 야간작업실》
- [2022.06.26] YouTube 《MY DREAM PROJECT - 'I Dream'》
- [2022.06.27] NOW. 《너에게 음악》
- [2022.07.11] YouTube 《아이돌 라디오2》
- [2022.07.06 - 2022.08.24] VIBE 《국민노래자랑 파티룸 시즌1》
- [2022.09.07 - 2022.10.26] VIBE 《국민노래자랑 파티룸 시즌2》
- [2022.04.06 - 2022.12.12] NOW. 《응수C네 - 소속가수》 1 2 3 4 5 6 7 8 9 10
- [2022.12.19] NOW. 《커튼콜 - 드라큘라 디미트루 특집》
- [2022.11.09 - 2022.12.21] VIBE 《국민노래자랑 파티룸 시즌3》
- [2023.01.04] NOW. 《god의 점심어택 - 꿈부자 뮤지션》
- [2024.02.13] YouTube 《1theK Live - MR은 거들 뿐 '우리의 밤이 끝나지 않았으면 좋겠어'》
- [2024.08.07] YouTube 《운동부 왔어요 - 둘이 왔어요》
- [2024.08.07] YouTube 《숲세권 라이브 '사랑이란 마법을 걸어 + 어른이 되려나 봐'》
- [2025.03.30] YouTube 《룩앳미 라이브 '데리러 갈게 2025'》
- [2024.05.14 - 현재] YouTube 《이병찬 🎶》
  - EP.0 이창섭 '천상연'
  - EP.1 이클립스 '소나기'
  - EP.2 박화요비 '그런 일은'
  - EP.3 마크툽 'Marry Me'
  - EP.4 정승환 '보통의 하루'
  - EP.5 Bruno Mars 'When I Was Your Man'
  - 백지영 '거짓말이라도 해서 널 보고 싶어'
  - 김동현 '마음의 날씨'
  - 도영(DOYOUNG) '새봄의 노래'
  - Bruno Mars 'Talking to the Moon'
  - 이적 '매듭'
  - 황가람 '나는 반딧불'
  - 임한별 '사랑하지 않아서 그랬어'
  - [2025.02.14 Valentine 콘서트] '사랑이란 마법을 걸어' + '다 좋아'
  - [2025.02.14 Valentine 콘서트] Live Clip 'Valentine' (미발매 자작곡)
  - 김영흠 '돌멩이'
  - [2025.02.14 Valentine 콘서트] Valentine Concert Behind ( V-hind )

### TV
- [2021.10.07 - 2021.12.23] 《내일은 국민가수》
  - 마스터 오디션 '나였으면'
  - 본선 1차 팀 미션 - 선수부 '그대와 단둘이서'
  - 본선 2차 1:1 데스매치 '아름다운 이별'
  - 본선 3차 - 메들리 팀 미션 '너였다면'
  - 본선 3차 - 대장전 '숨'
  - 준결승전 - 1라운드 라이벌전 '열애중'
  - 준결승전 - 2라운드 일대일 한 곡 대결 '이 바보야'
  - 결승전 - 1차전 레전드 미션 '나타나'
  - 결승전 - 2차전 인생곡 미션 '첫눈'
- [2022.01.06 - 2022.01.13] 《국민가수 토크콘서트》
  - '가질 수 없는 너'
  - '말이야'
- [2022.01.20] 《국민가수 갈라쇼》
- [2022.01.27] 《국민가수 올스타전》
  - '내게 오는 길'
- [2022.02.03 - 2022.04.01] 《국가수》
  - '혼자라고 생각말기'
  - '사랑에 연습이 있었다면'
  - '소년이 어른이 되어'
- [2022.06.13] 《개나리학당》
- [2022.08.27] 《리슨업》
  - 'Fallin' '
- [2022.10.08 - 2022.10.15] 《불후의명곡》 더 프렌즈 특집
  - '너에게로 또다시'
- [2022.10.22] 《바람의 남자들》
  - '희재'
  - '넌 언제나'
- [2022.10.25] 《화요일은밤이좋아》
- [2022.12.06] 《화요일은밤이좋아》
- [2022.11.26 - 2022.12.10] 《불후의명곡》 아티스트 패티김 편
  - '가시나무새'
- [2022.12.23] 《희망TV SBS - 특별 생방송 - 함께하는 나눔》
  - 국민가수 이병찬의 가슴 따뜻한 이야기
- [2022.02.17 - 2023.04.21] 《국가가부른다》
  - '애정표현'
  - '내 손을 잡아'
  - '슬픔활용법'
  - '처음 본 순간'
  - '사랑일뿐야'
  - '어제, 오늘, 그리고'
  - '신호등'
  - '중독된 사랑'
  - 'I Think'
  - 'I Dream'
  - '안아줘'
  - '잘가요'
  - '너의 모든 순간'
  - '미인'
  - '혼자만의 사랑'
  - '기도'
  - '체인지'
  - '혼자 남은 밤'
  - '인형의 꿈'
  - '애인있어요'
  - '내 아픔 아시는 당신께'
  - '우리들의 블루스'
  - '사랑한 후에'
  - '혼자가 아닌 나'
  - 'Gift'
  - '이 노래가'
  - '다 줄거야'
  - '참 다행이야'
  - '넌 감동이었어'
  - '아시나요'
- [2023.09.05] 《화요일은밤이좋아》
- [2023.11.30] 《미스터로또》
- [2024.04.15] 《불타는장미단》
- [2024.07.07~2024.07.14] 《복면가왕》
  - 1라운드 '네게 줄수 있는건 오직 사랑뿐'
  - 2라운드 '이럴거면'
  - 3라운드 'Higher'
  - '화분'의 정체는 가수 이병찬!
- [2024.10.12] 《불후의명곡》 故 신해철 10주기 추모 특집
  - '내 마음 깊은 곳의 너'

### 라디오
- [2022.01.27] 《미스터라디오》 '나타나'
- [2022.02.10] 《임백천의 백뮤직》 '말리꽃'
- [2022.05.30] 《임백천의 백뮤직》 'Love' '나였으면'
- [2022.06.22] 《K-RIDE》 '어제, 오늘, 그리고'
- [2022.06.23] 《미스터라디오》 'I Dream'
- [2022.07.01] 《싱글벙글쇼》 '애정표현'
- [2022.07.02] 《두시탈출 컬투쇼》 '희재'
- [2022.08.31] 《임백천의 백뮤직》 'I Dream'
- [2022.10.22] 《임백천의 백뮤직》
- [2022.10.27] 《레이나의 건빵과 별사탕》 1 2
- [2023.03.03] 《임백천의 백뮤직》 '눈사람'
- [2023.05.03] 《허지웅쇼》 뮤지컬 1976 할란카운티 '라일리의 죽음'
- [2023.09.07] 《임백천의 백뮤직》 '다 좋아' '사랑일 뿐야'
- [2023.10.21] 《사랑하기 좋은날 이금희입니다》
- [2024.05.08] 《10121013》
- [2024.05.14] 《이세준의 음악이 좋은 밤》 '못 보니까'